# Lola Forner
María Dolores Forner Toro (Alicante, 6 de junio de 1960), conocida artísticamente como Lola Forner, es una actriz de cine y televisión, presentadora y modelo española.

## Biografía
Su salto repentino a la popularidad se produce cuando en 1979, tras haber sido coronada Miss Madrid, se convierte en ganadora en el Certamen de Miss España, celebrado ese año en la localidad catalana de Lloret de Mar (Gerona). Además, sería Semifinalista en Miss Mundo 1979 y 2.ª Dama de Honor en Miss Europa 1980.
La notoriedad alcanzada le permite iniciar su carrera como modelo y sobre todo, realizar sus primeras incursiones en el mundo de la interpretación. Sólo unos meses después de ganar el concurso, el director Pedro Masó la reclama para interpretar a la pequeña de los hijos de Alberto Closas en La familia, bien, gracias, el tercero de los títulos rodados en torno a las peripecias de una familia numerosa española.
Durante los años ochenta desarrolla una discreta carrera cinematográfica, interviniendo en títulos como La venganza del lobo negro (Duelo a muerte) (1981), El lobo negro (1981) (ambas de Rafael Romero Marchent), El último penalty (1984), de Martín Garrido o Pareja enloquecida busca madre de alquiler (1990), de Mariano Ozores. Realiza también incursiones en el entorno de las coproducciones internacionales, trabajando en Comidas a domicilio (1984) y La armadura de Dios (1987), junto a Jackie Chan.
Desde la década de los noventa ha centrado sus apariciones en el medio televisivo (en el que había debutado en 1983 con Las Pícaras, a la que siguió un año después Los desastres de la guerra, junto a Sancho Gracia), y se la ha podido encontrar presentando (Ricos y famosos, 1990, magacín emitido por Antena 3 en sus primeros meses de existencia) e interpretando (Amor de papel, 1993, telenovela rodada en Venezuela; La forja de un rebelde, 1990, de Mario Camus; Calle nueva, 1998; La familia... 30 años después, 1999; El secreto, 2001 y En nombre del amor, Televisa 2008 rodada en México).

## Filmografía
- 1979: La familia, bien, gracias (Film) - María Alonso
- 1980: Cuatro locos buscan manicomio (Film) - Adolescente
- 1980: El Lobo negro (Film) - Isabel Aceves
- 1981: Dos y dos, cinco (Film) - Tina
- 1981: La venganza del Lobo Negro: Duelo a muerte (Film) - Isabel Aceves
- 1983: Los desastres de la guerra (TV Series)
- 1983: Las pícaras (TV Miniseries) Episodio "La tía fingida" - Esperanza
- 1983: Project A (Film) - Hija del almirante británico
- 1984: Gritos de ansiedad (Film) - Pilar Aracil
- 1984: Wheels on Meals/Los Supercamorristas (Film) - Sylvia
- 1984: El último penalty (Film) - Lena
- 1986: La armadura de Dios/Armour of God (Film) - May
- 1986: White Apache / Bianco apache (Film) - Rising Sun/Estrella Lejana
- 1987: Scalps, Venganza India (Film) - Dolores
- 1987: El mismo día a la misma hora (TV Series) - Anfitriona
- 1988: El Túnel (Film) - Periodista
- 1988: Mikalo a Mikolko (Film) - Zora
- 1989: La leyenda del cura de Bargota (TV Movie) - Doña Beatriz
- 1990: La forja de un rebelde (TV Series) - Carmen
- 1990: Pareja enloquecida busca madre de alquiler (Film) - Lola
- 1990: Non, ou A Vã Glória de Mandar (Film) - Princesa Doña Isabel
- 1990: Ricos y famosos (TV Series) - Anfitriona
- 1993: Amor de papel (TV Series) - Rebeca de Córdova
- 1995: Curro Jiménez: el regreso de una leyenda (TV Series), Episodio "La novia robada" - Clara
- 1996: Tu pasado me condena (TV Movie) - Sandra Sacchetti
- 1999: Calle nueva (TV Series) - Alexandra (Álex) Morelli
- 1999: La familia... 30 años después (TV Movie) - María Alonso
- 2000: Paraíso (TV Series)(temporada 1, capítulo 6 Secretos) - Sonia
- 2001: El secreto (TV Series) 1.ª y 2.ª parte - Elena Vega Montalbán
- 2002: Lisístrata (Film) - Empuria
- 2008: En nombre del amor (TV Series) - Carmen
- 2021: Señoras del (h)AMPA (TV Series) temporada 2, capítulo: ¡Corre, Señora, Corre! / capítulo: Adivina qué señora viene a cenar esta noche.

| Predecesora: Gloria María Valenciano Rijo | Miss España 1979 | Sucesora: Frances Ondiviela |